# Romana Cielątkowska
Romana Cielątkowska (ur. 29 sierpnia 1959, zm. 22 stycznia 2016) – polska inżynier architekt, konserwatorka zabytków, profesor doktor habilitowany Politechniki Gdańskiej.

## Życiorys
W 1993 roku w Instytucie Sztuki PAN obroniła pracę doktorską „Architekt Witold Minkiewicz 1880–1961”. Habilitowała się w 1999 na Wydziale Architektury Politechniki Wrocławskiej na podstawie rozprawy pt. Architektura i urbanistyka Lwowa II Rzeczypospolitej. Pracowała na Wydziale Architektury Politechniki Gdańskiej. W dniu 30 lipca 2008 r. odebrała z rąk prezydenta Rzeczypospolitej Polskiej Lecha Kaczyńskiego nominację profesorską. Od 2008 do 2012 roku była członkinią Rady Ochrony Zabytków przy Ministrze Kultury i Dziedzictwa Narodowego RP. Zajmowała się ocaleniem zabytków kresowych sakralnej architektury drewnianej. Przyczyniła się do konserwacji modernistycznego, drewnianego kościoła ze wsi Jazłowczyk koło Brodów, który w 2013 roku został przeniesiony do Muzeum Budownictwa Ludowego we Lwowie. Doprowadziła również do prac konserwatorskich kościoła św. Franciszka Borgiasza, a także dzięki jej inicjatywy przeniesiono siedemnastowieczną zniszczoną cerkiewkę z Kupnej do Godkowa. Autorka 6 książek monograficznych, a także około 60 naukowych publikacji. Jej pogrzeb odbył się 30 stycznia 2016 w kościele św. Mateusza w Starogardzie Gdańskim, po czym została pochowana na miejscowym cmentarzu.